# Schlacht auf der Grathe Hede

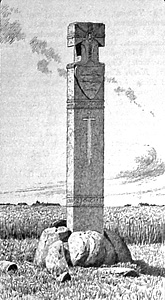
Sven Grathe-Cros

Die Schlacht auf der Grathe Hede wurde am 23. Oktober 1157 zwischen den dänischen Armeen von Waldemar I. und seinem Rivalen um den dänischen Thron, Sven III., bei Silkeborg ausgetragen. Waldemars Truppen gewannen die Schlacht, während Sven III. von Bauern getötet wurde, als er versuchte zu fliehen. Die Schlacht auf der Grathe Hede markierte das Ende eines Bürgerkrieges zwischen den Rivalen um den dänischen Thron Sven III., Knut V. und Waldemar I. Wie bei nahezu allen hochmittelalterlichen Ereignissen stellt sich auch im Fall der Schlacht von Grathe Hede die Quellenlage als äußerst dürftig dar. Neben annalistischen Einträgen, die aufgrund ihrer Struktur zumeist nicht mehr als einen bloßen Fakt wiedergeben, sind es vor allem Chroniken, aus denen die Kenntnis über das Geschehene stammt.

## Vorgeschichte
Nachdem König Erik III. Lam im Jahre 1146 ohne Leibeserben verstorben war, kam es zu Thronstreitigkeiten zwischen Sven und seinem Vetter, dem Prinzen Knut. Angesichts des bevorstehenden Kreuzzugs gegen die Wenden schlossen sie zunächst Frieden und stellten ein gemeinsames Heer gegen die Slawen auf. Zwei Jahre später flammten die Thronstreitigkeiten wieder auf. Sven gelang es mit Hilfe von Adolf II. von Schauenburg und Holstein, die Angriffe von Knut in den Jahren 1146/1147 und 1150 auf Seeland abzuwehren. Knut wurde vertrieben und floh nach Deutschland, wo er eine neue Armee aufstellen konnte.
Auf dem Merseburger Reichstag 1152 konnte durch einen Schiedsspruch von König Friedrich Barbarossa ein Ausgleich zwischen den Widersachern erreicht werden. Sven, der in Begleitung des Bremer Erzbischofs Hartwig, des Schwagers von Erik Lam, gekommen war, wurde alleiniger König von Dänemark. Knut, unter Geleitschutz Heinrichs des Löwen, wurde zum Thronverzicht bewogen und als Svens Vasall zum Herzog von Seeland erhoben. Waldemar, als Knud Lavards Sohn Verwandter beider Konkurrenten und ebenfalls mit Thronansprüchen, erhielt das Herzogtum Schleswig.
Durch seine umstrittene Regierungspolitik konnte Sven seine Machtposition nicht festigen. Im Jahre 1153 überwarf sich Sven mit der Familie Hvide, woraufhin sich Waldemar, der der Familie sehr nahe stand, von ihm trennte und sich Knut Magnusson anschloss. Waldemar verlobte sich daraufhin mit dessen Halbschwester, welche er im Jahr 1157 auch heiratete. Waldemars Parteiwechsel führte im Jahr 1153 zur Vertreibung Svens. Knut ließ sich im Jahr 1154 gemeinsam mit Waldemar vom Viborger Landesthing als König huldigen. Sven III. bereitete aus dem Exil am Hofe seines Schwiegervaters, des Meißner Markgrafen Konrad I., mit Hilfe Heinrichs des Löwen seine Rückkehr vor. Dies gelang ihm schließlich 1156 mit Unterstützung der wendischen Flotte des abodritischen Fürsten Niklot. Keiner der drei Widersacher konnte danach jedoch eine Vormachtstellung etablieren, und Dänemark zerfiel daraufhin in drei Teile. Im August des Jahres 1157 wurde auf Druck des Adels ein Friedensvertrag der drei Thronanwärter in Roskilde erreicht, in dem Waldemar Jütland, Knut Fünen, Seeland und die umliegenden Inseln und Sven Schonen zugesprochen wurde. Auf dem Fest am 9. August 1157, mit dem dieser Vertragsabschluss gefeiert werden sollte, fiel Knut einem von Sven beauftragten Mordanschlag zum Opfer.

## Die Schlacht
Waldemar gelang es nach diesem Mordanschlag viele Anhänger zu rekrutieren und er war für den Krieg gerüstet. Sven landete in Grenå (an der Mündung des Flusses Djurså), aber seine Flotte wurde durch eine Kombination von Gewalt und List zerstört. Sven marschierte auf Randers und Waldemar zog sich auf die andere Seite des Flusses Gudenå zurück und zerstörte die Brücke und konnte so entkommen.
Ende September hatte Waldemar das Gefühl, dass er mächtig genug war, um sich Svens Armee zu stellen. Am 23. Oktober trafen sich dann die beiden Armeen auf der Grathe Hede. Der Kampf war kurz, aber sehr blutig. Sven konnte Waldemars Hauptmacht erst nicht finden und wurde dann von dieser mit solcher Gewalt angegriffen, dass er mit seiner Armee floh. Er flüchtete in die sumpfigen Gebiete an den Ufern des Hauge Sø und verlor dabei seine Waffen und Rüstung. Kurz darauf wurde er gefangen und von wütenden Bauern mit einer Axt getötet.
Nach seinem Tod erhielt Sven den Spitznamen Grathe, nach dem Ort, an dem er sowohl seine Krone als auch sein Leben verlor.

## Nachwirkungen
Waldemar wurde der alleinige König von Dänemark, nachdem er alle seine Rivalen um den dänischen Thron überlebt hatte. Er reorganisierte und baute das vom Bürgerkrieg zerrüttete Dänemark wieder auf.
Das Sven Grathe-Cros, ein Steinkreuz von Thor Lange, wurde auf dem Schlachtfeld errichtet.